# 축구 국가대표팀 별칭 목록
다음은 축구 국가대표팀의 별칭 목록이다.

## 같이 보기
- 축구 용어 목록
- 축구 국가대표팀 목록
- 여자 축구 국가대표팀 목록